# 塞里奥河畔奥里奥
塞里奥河畔奥里奥（義大利語：Orio al Serio），是意大利贝加莫省的一个市镇。总面积3.03平方公里，人口1684人，人口密度555.8人/平方公里（2009年）。国家统计（ISTAT）代码为016150。